# Starjak
Starjak is een plaats in de gemeente Zagreb in de Kroatische provincie Stad Zagreb. De plaats telt 175 inwoners (2001).